# ステノルニス
ステノルニス（学名：Stenornis）は、古第三紀漸新世の北太平洋西部に生息したプロトプテルム科に属する絶滅した海鳥の属。化石は日本の山口県下関市の彦島と福岡県北九州市の藍島で発見されており、下関市の標本をホロタイプ標本としてタイプ種Stenornis kanmonensisがOhashi and Hasegawa (2020)により記載された。

## 研究史
最初に発見されたステノルニスの化石は1976年に太田正道が山口県下関市の彦島で芦屋層群陣ノ原層から発見した単離した左烏口骨であり、Ota and Hasegawa (1979)によりプロトプテルム科の未同定の新種として記載された。その後Olson and Hasegawa (1986)により新属コペプテリクス属が記載された際、彦島産の烏口骨は北アメリカの属であるトンサラ属との類似性から暫定的にTonsala? sp.とされた。さらにその後、Ohashi and Hasegawa (2020)は彦島産の烏口骨KMNH VP 200003をホロタイプ標本とし、これをトンサラ属から除外して新属新種Stenornis kanmonensisを設立した。このとき、福岡県北九州市の藍島で芦屋層群から産出した別の烏口骨KMNH VP 600010がパラタイプ標本に指定された。
本属の属名Stenornisは古代ギリシア語で「海峡」を意味する接頭辞"steno-"と「鳥」を意味する接尾辞 "-ornis"からなる。タイプ種の種小名kanmonensisはホロタイプ標本が発見された関門海峡に由来する。

## 特徴
ステノルニスは2個の単離した烏口骨のみから知られている。他のプロトプテルム科の烏口骨との比較に基づく体サイズ推定では、同時代の近縁種であるCopepteryx hexerisとほぼ同等とされる。ステノルニスを他のプロトプテルム科から区別する形質状態としては、烏口骨の軸の腹側面で頭尾方向に長い溝が存在すること、軸の頭側部に向いて位置する外側突起が存在すること、叉骨との関節面が他のプロトプテルム科よりも幅広でかつ豆型である。烏口骨はトンサラ属のものよりも大きいが、コペプテリクスのものよりも僅かに小さくかつ華奢である。また胸骨側の端がより狭く、外側突起がより幅広でかつ近位に位置する。
烏口骨が上腕骨と関節したであろう面には、小規模な窪みが存在する。この窪みは近縁のエンペイロダイテスに見られるものほど目立たないものの、烏口上筋（supracoracoideus muscle）が付着していたと推測されている。烏口上筋は前肢推進性であるプロトプテルム科の遊泳効率に寄与しており、非潜水鳥類のものと比較して大型化している。烏口骨に筋肉の付着する窪みが存在することから、ステノルニスとエンペイロダイテスは他の大半のプロトプテルム科よりも強力な遊泳者であったことが示唆される可能性がある。

## 古環境
漸新統である芦屋層群の地層に現在保存されている先史時代の海には、複数種のプロトプテルム科が保存されている。具体的な種はEmpeirodytes okazakii、Stenornis kanmonensis、Copepteryx hexeris、Copepteryx titanの4種である。その他にはサメ、ペラゴルニス科の海鳥、ヤマトケタスのような鯨類の化石が漸新世の堆積物に保存されている。